# سانتا لوسیا (آریزونا)
سانتا لوسیا (به انگلیسی: Santa Lucia) یک منطقهٔ مسکونی در ایالات متحده آمریکا است که در آریزونا واقع شده است. سانتا لوسیا ۷۵۱ متر بالاتر از سطح دریا واقع شده است.